# Модубар-де-ла-Емпаредада
Модубар-де-ла-Емпаредада (ісп. Modúbar de la Emparedada) — муніципалітет в Іспанії, у складі автономної спільноти Кастилія-і-Леон, у провінції Бургос. Населення — 535 осіб (2010).
Муніципалітет розташований на відстані близько 210 км на північ від Мадрида, 9 км на південь від Бургоса.
На території муніципалітету розташовані такі населені пункти: (дані про населення за 2010 рік)
- Кохобар: 153 особи
- Модубар-де-ла-Емпаредада: 382 особи

## Демографія
Динаміка населення (INE ):